# South of the Witham
South of the Witham var en civil parish från 1858 till 1906 då den blev en del av Kirton, i grevskapet Lincolnshire, i England. Civil parish var belägen 5 km från Boston och hade 9 invånare år 1901.